# Каранка (приток Тайрука)
Кара́нка (баш. Ҡаран) — река в Ишимбайском районе Башкортостана, правый приток Тайрука. Номер в Государственном каталоге географических названий — 0667890.
Протекает через деревню Татьяновка, около экологического поселения.
На пересечении реки Тайрук и реки Каранка, к югу от населённого пункта Кинзебулатово, проходит административная граница Байгузинского и Иткуловского сельсоветов.